# Hardeman County, Texas
Hardeman County är ett administrativt område i delstaten Texas, USA, med 4 139 invånare (2010). Den administrativa huvudorten (county seat) är Quanah.

## Geografi
Enligt United States Census Bureau så har countyt en total area på 1 805 km². 1 800 km² av den arean är land och 5 km² är vatten.

### Angränsande countyn
- Harmon County, Oklahoma - norr
- Jackson County, Oklahoma - nordost
- Wilbarger County - öster
- Foard County - söder
- Cottle County - sydväst
- Childress County - väster